# Водяне (Новопільська сільська громада)
Водяне́ — село в Україні, Криворізькому районі Дніпропетровської області. Населення — 41 мешканець[джерело?]. 

## Географія
Село Водяне розташоване на відстані 1 км від села Трудове і за 1,5 км від села Авдотівка (Софіївський район). По селу протікає пересихаючий струмок з загатою.

## Населення

### Мова
Розподіл населення за рідною мовою за даними перепису 2001 року:
| Мова       | Відсоток |
| ---------- | -------- |
| українська | 100 %    |